# Проненко Владислав Володимирович
Владисла́в Володи́мирович Проне́нко (15 серпня 1960, Харків — 14 листопада 2017, там само) — український журналіст, публіцист, документаліст. Перший головний редактор газети «Український простір». Лауреат премії ім. Василя Симоненка в галузі журналістики.

## Життєпис
Вищу освіту здобув у Харківському державному університеті, де у 1985—1993 роках працював викладачем кафедри історії зарубіжної літератури та класичної філології. Професійно займався журналістикою з 1988 року. У 1991—2000 роках — працював в українській службі Радіо «Свобода», у 1995—1997 роках одночасно працював в українському відділі радіо Ватикану. У 2000—2005 роках працював кореспондентом східноєвропейської редакції радіо «Німецька хвиля». Маючи вже добряче за сорок, Владислав Проненко почав активно писати, його перу належать понад чотири сотні публіцистичних статей з гуманітарної тематики, надрукованих в періодиці Харкова, Києва, Львова й у Великій Британії, США і Канаді. У харківських видавництвах «Права людини» та «Майдан» вийшли друком дві збірки його публікацій — «Діалектика опору» (2010) та «Заповідник “Zacharpolis”» (2015).
Владислав Проненко був засновником та першим головним редактором загальноукраїнського громадсько-політичного та культурно-релігійного часопису «Український простір».
12 листопада 2009 року в Харкові відбулася академія, на якій було проголошено та вперше відзначено День українськомовної преси. Відзначення розпочалося з виступу директора Інтенсивних курсів журналістики Фонду національно-культурних ініціатив імені Гната Хоткевича Владислава Проненка. Він зазначив, що історично справедливим є відзначати День українськомовної преси 12 листопада та запропонував звернутися до Президента України щодо визнання такого Дня на державному рівні.
Останні роки свого життя Владислав Володимирович Проненко спільно з творчою групою «Мальва ТВ» також працював над низкою документальних фільмів «Східний фронт», що розповідали про мужність українських військових та бойові дії на Донбасі.
14 листопада 2017 року, у віці 57 років, Владислав Проненко відійшов у вічність. Похований 16 листопада 2017 року на Восьмому міському цвинтарі Харкова.

## Нагороди
За свої краєзнавчі студії він удостоєний Муніципальної премії ім. Григорія Сковороди. Владислав Проненко — перший харківський журналіст, удостоєний нагороди Української Греко-Католицької Церкви.
У 2009 році Єпископ Степан Меньок, Екзарх Донецько-Харківський УГКЦ нагородив архієрейською Грамотою директора Інтенсивних курсів журналістики Владислава Проненка за визначний внесок у розвиток української релігійної журналістики, екуменічні стосунки й міжконфесійну злагоду.
13 грудня 2016 року Лубенський медіа-клуб оголосив Владислава Проненко лауреатом премії імені Василя Симоненка в галузі журналістики. Вручення нагороди відбулося 8 січня 2017 року у рідному селі Василя Симоненка, у його хаті.